# Minuartia anatolica
Minuartia anatolica là loài thực vật có hoa thuộc họ Cẩm chướng. Loài này được (Boiss.) Woronow mô tả khoa học đầu tiên năm 1914.